# Jacob Gundersen
Jacob Gundersen (ur. 29 października 1875 w Grimstad; zm. 21 stycznia 1968 w Westchester) – norweski zapaśnik walczący w stylu wolnym. Srebrny medalista olimpijski z Londynu 1908 w wadze ciężkiej plus 73 kg.

## Letnie Igrzyska Olimpijskie 1908
| Konkurencja             | Walki                | Walki                       | Walki                 | Walki                   | Klas. końcowa |
| Konkurencja             | Pierwsza runda       | Ćwierćfinał                 | Półfinał              | Finał                   | Miejsce       |
| ----------------------- | -------------------- | --------------------------- | --------------------- | ----------------------- | ------------- |
| styl wolny, waga ciężka | William West (GBR) W | Frederick Humphreys (GBR) W | Ernest Nixson (GBR) W | Con O’Kelly Sr. (GBR) P | II            |